# سيكهمر شيدواست
سيكهمر شيدواست، (بالإنجليزية: Sekhemre Shedwast)‏ كان ملكًا مصريًا قديمًا من سلالة طيبة الـ16 خلال المرحلة الانتقالية الثانية وخليفة ملك بيبيانخ. 
فقد قيل، ولكن ليس مقبولاً حالياً، إن سيكهمر شيدواست قد يكون مماثل لسيكهمر شيدواست سوبك ام ساف الثاني - منذ أسماء المالكة لها تختلف. إذا كان الأمر كذلك، فربما يكون تزوج من الملكة نوبخيس الثانية وقد يكون لديهم ابن اسمه سيخيمري-ويماتا إنتف.
الاسم الملكي سيكهمر شيدواست يترجم حرفيا باسم «The Might of Re الذي ينقذ Thebes.» 